# Europees kampioenschap voetbal onder 16 - 1994 (kwalificatie)
Het kwalificatietoernooi voor het Europees kampioenschap voetbal onder 16 voor mannen was een toernooi dat duurde van 16 september 1993 tot en met 9 maart 1994. Dit toernooi zou bepalen welke 15 landen zich kwalificeerden voor het Europees kampioenschap voetbal mannen onder 16 van 1994. 
Ierland hoefde niet aan dit toernooi mee te doen, omdat dit land als gastland direct gekwalificeerd is voor het hoofdtoernooi.

## Gekwalificeerde landen
| Land              | Gekwalificeerd als           | Aantal deelnames |
| ----------------- | ---------------------------- | ---------------- |
| Ierland           | Gastland                     | 4e               |
| Wit-Rusland       | Winnaar kwalificatiegroep 1  | Debuut           |
| Rusland           | Winnaar kwalificatiegroep 2  | 2e               |
| IJsland           | Winnaar kwalificatiegroep 3  | 4e               |
| Duitsland         | Winnaar kwalificatiegroep 4  | 9e               |
| Albanië           | Winnaar kwalificatiegroep 5  | Debuut           |
| Oekraïne          | Winnaar kwalificatiegroep 6  | Debuut           |
| Turkije           | Winnaar kwalificatiegroep 7  | 5e               |
| Zwitserland       | Winnaar kwalificatiegroep 8  | 5e               |
| Spanje            | Winnaar kwalificatiegroep 9  | 9e               |
| Denemarken        | Winnaar kwalificatiegroep 10 | 7e               |
| Engeland          | Winnaar kwalificatiegroep 11 | 3e               |
| Oostenrijk        | Winnaar kwalificatiegroep 12 | 6e               |
| Tsjecho-Slowakije | Winnaar kwalificatiegroep 13 | 5e               |
| Portugal          | Winnaar kwalificatiegroep 14 | 10e              |
| België            | Winnaar kwalificatiegroep 15 | 4e               |

## Kwalificatieronde

### Groep 1
De wedstrijden werden gespeeld tussen 21 en 25 juni 1993 in Schotland.
| Pos | Team        | Wed | W | G | V | Ptn | DV | DT | +/− | Kwalificatie                      |   | BLR | SCO | EST |
| --- | ----------- | --- | - | - | - | --- | -- | -- | --- | --------------------------------- | - | --- | --- | --- |
| 1   | Wit-Rusland | 2   | 2 | 0 | 0 | 4   | 8  | 0  | +8  | Geplaatst voor het hoofdtoernooi. |   | —   | 1–0 | 7–0 |
| 2   | Schotland   | 2   | 1 | 0 | 1 | 2   | 9  | 2  | +7  |                                   |   | —   | —   | 9–1 |
| 3   | Estland     | 2   | 0 | 0 | 2 | 0   | 1  | 16 | −15 |                                   | — | —   | —   |     |

### Groep 2
De wedstrijden werden gespeeld tussen 16 en 20 september 1993 in Noorwegen.
| Pos | Team      | Wed | W | G | V | Ptn | DV | DT | +/− | Kwalificatie                      |   | RUS | NOR | LAT |
| --- | --------- | --- | - | - | - | --- | -- | -- | --- | --------------------------------- | - | --- | --- | --- |
| 1   | Rusland   | 2   | 2 | 0 | 0 | 4   | 13 | 2  | +11 | Geplaatst voor het hoofdtoernooi. |   | —   | 5–0 | 8–2 |
| 2   | Noorwegen | 2   | 1 | 0 | 1 | 2   | 5  | 5  | 0   |                                   |   | —   | —   | 5–0 |
| 3   | Letland   | 2   | 0 | 0 | 2 | 0   | 2  | 13 | −11 |                                   | — | —   | —   |     |

### Groep 3
De wedstrijden werden gespeeld tussen 28 augustus en 1 september 1993 in IJsland.
| Pos | Team     | Wed | W | G | V | Ptn | DV | DT | +/− | Kwalificatie                      |   | ISL | WAL | LTU |
| --- | -------- | --- | - | - | - | --- | -- | -- | --- | --------------------------------- | - | --- | --- | --- |
| 1   | IJsland  | 2   | 2 | 0 | 0 | 4   | 5  | 2  | +3  | Geplaatst voor het hoofdtoernooi. |   | —   | 3–1 | 2–1 |
| 2   | Wales    | 2   | 1 | 0 | 1 | 2   | 4  | 3  | +1  |                                   |   | —   | —   | 3–0 |
| 3   | Litouwen | 2   | 0 | 0 | 2 | 0   | 1  | 5  | −4  |                                   | — | —   | —   |     |

### Groep 4
De wedstrijden werden gespeeld tussen 21 oktober 1993 en 9 maart 1994.
| Pos | Team        | Wed | W | G | V | Ptn | DV | DT | +/− | Kwalificatie                      |  | GER | CYP | YUG |
| --- | ----------- | --- | - | - | - | --- | -- | -- | --- | --------------------------------- |  | --- | --- | --- |
| 1   | Duitsland   | 2   | 1 | 0 | 1 | 2   | 6  | 3  | +3  | Geplaatst voor het hoofdtoernooi. |  | —   | 6–2 | X   |
| 2   | Cyprus      | 2   | 1 | 0 | 1 | 2   | 3  | 6  | −3  |                                   |  | 1–0 | —   | X   |
| 3   | Joegoslavië | 0   | 0 | 0 | 0 | 0   | 0  | 0  | 0   | Teruggetrokken.                   |  | —   | —   | —   |

### Groep 5
De wedstrijden werden gespeeld tussen 28 februari en 4 maart 1994 in Malta.
| Pos | Team          | Wed | W | G | V | Ptn | DV | DT | +/− | Kwalificatie                      |   | ALB | LIE | MLT |
| --- | ------------- | --- | - | - | - | --- | -- | -- | --- | --------------------------------- | - | --- | --- | --- |
| 1   | Albanië       | 2   | 2 | 0 | 0 | 4   | 3  | 0  | +3  | Geplaatst voor het hoofdtoernooi. |   | —   | 1–0 | 2–0 |
| 2   | Liechtenstein | 2   | 0 | 1 | 1 | 1   | 0  | 1  | −1  |                                   |   | —   | —   | 0–0 |
| 3   | Malta         | 2   | 0 | 1 | 1 | 1   | 0  | 2  | −2  |                                   | — | —   | —   |     |

### Groep 6
De wedstrijden werden gespeeld tussen 18 en 22 oktober 1993 in Hongarije.
| Pos | Team      | Wed | W | G | V | Ptn | DV | DT | +/− | Kwalificatie                      |   | UKR | HUN | ARM |
| --- | --------- | --- | - | - | - | --- | -- | -- | --- | --------------------------------- | - | --- | --- | --- |
| 1   | Oekraïne  | 2   | 2 | 0 | 0 | 4   | 10 | 0  | +10 | Geplaatst voor het hoofdtoernooi. |   | —   | 1–0 | 9–0 |
| 2   | Hongarije | 2   | 1 | 0 | 1 | 2   | 3  | 1  | +2  |                                   |   | —   | —   | 3–0 |
| 3   | Armenië   | 2   | 0 | 0 | 2 | 0   | 0  | 12 | −12 |                                   | — | —   | —   |     |

### Groep 7
De wedstrijden werden gespeeld tussen 29 september 1993 en 9 maart 1994.
| Pos | Team     | Wed | W | G | V | Ptn | DV | DT | +/− | Kwalificatie                      |     | TUR | CRO | ROU |
| --- | -------- | --- | - | - | - | --- | -- | -- | --- | --------------------------------- | --- | --- | --- | --- |
| 1   | Turkije  | 4   | 3 | 1 | 0 | 7   | 8  | 3  | +5  | Geplaatst voor het hoofdtoernooi. |     | —   | 2–2 | 1–0 |
| 2   | Kroatië  | 4   | 1 | 2 | 1 | 4   | 7  | 6  | +1  |                                   |     | 1–2 | —   | 3–1 |
| 3   | Roemenië | 4   | 0 | 1 | 3 | 1   | 2  | 8  | −6  |                                   | 0–3 | 1–1 | —   |     |

### Groep 8
De wedstrijden werden gespeeld tussen 19 en 22 oktober 1993 in Slovenië.
| Pos | Team        | Wed | W | G | V | Ptn | DV | DT | +/− | Kwalificatie                      |   | SUI | SLO | GEO |
| --- | ----------- | --- | - | - | - | --- | -- | -- | --- | --------------------------------- | - | --- | --- | --- |
| 1   | Zwitserland | 2   | 2 | 0 | 0 | 4   | 6  | 2  | +4  | Geplaatst voor het hoofdtoernooi. |   | —   | 2–1 | 4–1 |
| 2   | Slovenië    | 2   | 1 | 0 | 1 | 2   | 5  | 3  | +2  |                                   |   | —   | —   | 4–1 |
| 3   | Georgië     | 2   | 0 | 0 | 2 | 0   | 2  | 8  | −6  |                                   | — | —   | —   |     |

### Groep 9
De wedstrijden werden gespeeld tussen 22 september 1993 en 9 maart 1994.
| Pos | Team   | Wed | W | G | V | Ptn | DV | DT | +/− | Kwalificatie                      |     | ESP | SWE | ISR |
| --- | ------ | --- | - | - | - | --- | -- | -- | --- | --------------------------------- | --- | --- | --- | --- |
| 1   | Spanje | 4   | 4 | 0 | 0 | 8   | 13 | 5  | +8  | Geplaatst voor het hoofdtoernooi. |     | —   | 2–1 | 5–1 |
| 2   | Zweden | 4   | 1 | 0 | 3 | 2   | 4  | 5  | −1  |                                   |     | 1–2 | —   | 0–1 |
| 3   | Israël | 4   | 1 | 0 | 3 | 2   | 4  | 11 | −7  |                                   | 2–4 | 0–2 | —   |     |

### Groep 10
De wedstrijden werden gespeeld tussen 26 en 30 oktober 1993 in Denemarken.
| Pos | Team          | Wed | W | G | V | Ptn | DV | DT | +/− | Kwalificatie                      |   | DEN | NIR | POL |
| --- | ------------- | --- | - | - | - | --- | -- | -- | --- | --------------------------------- | - | --- | --- | --- |
| 1   | Denemarken    | 2   | 1 | 1 | 0 | 3   | 5  | 3  | +2  | Geplaatst voor het hoofdtoernooi. |   | —   | 3–1 | 2–2 |
| 2   | Noord-Ierland | 2   | 1 | 0 | 1 | 2   | 4  | 5  | −1  |                                   |   | —   | —   | 3–2 |
| 3   | Polen         | 2   | 0 | 1 | 1 | 1   | 4  | 5  | −1  |                                   | — | —   | —   |     |

### Groep 11
De wedstrijden werden gespeeld tussen 24 november 1993 en 8 maart 1994.
| Pos | Team      | Wed | W | G | V | Ptn | DV | DT | +/− | Kwalificatie                      |     | ENG | ITA | NED |
| --- | --------- | --- | - | - | - | --- | -- | -- | --- | --------------------------------- | --- | --- | --- | --- |
| 1   | Engeland  | 4   | 2 | 2 | 0 | 6   | 4  | 1  | +3  | Geplaatst voor het hoofdtoernooi. |     | —   | 0–0 | 1–0 |
| 2   | Italië    | 4   | 2 | 1 | 1 | 5   | 3  | 2  | +1  |                                   |     | 0–2 | —   | 1–0 |
| 3   | Nederland | 4   | 0 | 1 | 3 | 1   | 1  | 5  | −4  |                                   | 1–1 | 0–2 | —   |     |

### Groep 12
De wedstrijden werden gespeeld tussen 26 en 30 oktober 1993 in Oostenrijk.
| Pos | Team       | Wed | W | G | V | Ptn | DV | DT | +/− | Kwalificatie                      |   | AUT | BUL | FIN |
| --- | ---------- | --- | - | - | - | --- | -- | -- | --- | --------------------------------- | - | --- | --- | --- |
| 1   | Oostenrijk | 2   | 2 | 0 | 0 | 4   | 5  | 1  | +4  | Geplaatst voor het hoofdtoernooi. |   | —   | 2–1 | 3–0 |
| 2   | Bulgarije  | 2   | 0 | 1 | 1 | 1   | 2  | 3  | −1  |                                   |   | —   | —   | 1–1 |
| 3   | Finland    | 2   | 0 | 1 | 1 | 1   | 1  | 4  | −3  |                                   | — | —   | —   |     |

### Groep 13
De wedstrijden werden gespeeld op 20 oktober en 3 november 1993.
| Team 1            | Totaal | Team 2      | 1e wedstrijd | 2e wedstrijd |
| ----------------- | ------ | ----------- | ------------ | ------------ |
| Tsjecho-Slowakije | 3–2    | Griekenland | 0–2          | 3–0          |

### Groep 14
De wedstrijden werden gespeeld op 3 november 1993 en 3 maart 1994.
| Team 1   | Totaal | Team 2    | 1e wedstrijd | 2e wedstrijd |
| -------- | ------ | --------- | ------------ | ------------ |
| Portugal | 3–2    | Frankrijk | 1–2          | 2–0          |

### Groep 15
De wedstrijden werden gespeeld op 27 oktober 1993 en 9 maart 1994.
| Team 1 | Totaal | Team 2    | 1e wedstrijd | 2e wedstrijd |
| ------ | ------ | --------- | ------------ | ------------ |
| België | 7–0    | Luxemburg | 4–0          | 3–0          |